# Comuna Vasîlivka, Romnî
Vasîlivka (în ucraineană Василівка) este o comună în raionul Romnî, regiunea Sumî, Ucraina, formată din satele Bratske, Ciîste și Vasîlivka (reședința).

## Demografie
Componența lingvistică a comunei Vasîlivka
     Ucraineană (93,68%)
     Română (2,82%)
     Rusă (1,88%)
     Alte limbi (0,81%)
Conform recensământului din 2001, majoritatea populației comunei Vasîlivka era vorbitoare de ucraineană (93,68%), existând în minoritate și vorbitori de română (2,82%) și rusă (1,88%).